# Mormonia powelli
Mormonia powelli är en fjärilsart som beskrevs av Charles Oberthür 1907. Mormonia powelli ingår i släktet Mormonia och familjen nattflyn. Inga underarter finns listade i Catalogue of Life.